# Smoleń (przystanek kolejowy)
Smoleń – nieczynny przystanek kolejowy w Smoleniu, w województwie zachodniopomorskim, w Polsce.
| Smoleń                                   |  |                               |
| Linia 410 Grzmiąca-Kostrzyn (138,856 km) |  |                               |
| Wardyńodległość: 4,876 km                |  | Choszczno odległość: 3,338 km |